# 올리비아 뉴턴존
올리비아 뉴턴존(영어: Dame Olivia Newton-John, AC, DBE, 1948년 9월 26일~2022년 8월 8일)은 잉글랜드 태생 오스트레일리아의 싱어송라이터이자 배우이다. 케임브리지에서 성악가이자 대학 교수였던 아버지와 물리학자 집안 출신의 어머니 사이에서 막내딸로 출생하였고, 6살 때인 1954년 아버지를 따라 오스트레일리아 멜버른으로 이주해 자랐다. '팝계의 만년 소녀', '신데렐라' 등으로 불렸다.
최초의 히트곡은 밥 딜런의 노래를 커버한 〈If Not For You〉이며, 1973년 발표한 〈Let Me Be There〉로 빌보드 싱글 차트 6위, 캐나다 싱글 차트 2위를 기록하고 그래미 최우수 여성 컨트리 보컬상을 받는 등 성과를 거두었다.
1974년작 〈I Honestly Love You〉로 그래미 올해의 레코드상을 받고 미국, 캐나다, 오스트레일리아, 스웨덴 싱글차트에서 1위에 오르는 등 세계적인 호응을 받았다. 1978년 존 트래볼타와 함께 출연한 뮤지컬 영화 《그리스》의 음악은 할리우드 사상 가장 성공한 영화 음악으로 꼽힌다. 대표곡은 존 트래볼타와 부른 〈You're The One That I Want〉와 〈Summer Nights〉. 1980년에는 《제나두(Xanadu)》에서 다시 모습을 나타냈다.
1981년 발표한 〈Physical〉은 빌보드 10주 1위를 달성하며 큰 인기를 끌며 70년대의 인기를 80년대에도 쭉 이어갔다. 가사에 'Let me hear your body talk'를 사람들이 '웬일이니 파리똥'이라 들려 큰 인기를 모으기도 했다. 몸에 꽉 끼는 '레오타드(Leotard)' 복장으로 '헬스로빅(Heathrobic)' 장면을 연출한 뮤직 비디오는 사람들의 많은 관심을 불러 모으며 노래와 뮤직 비디오의 큰 성공은 에어로빅 비디오 제작이라는 새로운 시장을 형성하여 대중화로 바로 이어졌으며 많은 배우들이 에어로빅 비디오 제작 대열에 합류하게 된다.
그녀는 오랜 동안 환경 문제 해결과 동물의 권리를 위해 활동해 왔다. 1992년 유방암 투병을 성공적으로 마친 후 여러 자선 단체와 건강 상품, 모금 운동에 참여하는 등 건강에 대한 관심을 촉진하는 사회 운동을 활발히 하였다. 오스트레일리아에서 휴양지(Gaia Retreat & Spa)를 운영하고 멜로즈 애버뉴(Melrose Avenue)의 부티크 '코알라 블루'(Koala Blue, 'Korner of Australia in Los Angeles')의 제품 개발에 참여하는 등 사업도 진행했다.
2022년 8월 8일 캘리포니아주 남부의 목장(자택)에서 유방암으로 투병 중 사망하였다.

## 친척 관계
- 외조부: 막스 보른(Max Born, 서독 태생의 영국 물리학자)

## 음반 목록
- If Not for You (1971)
- Olivia (1972)
- Let Me Be There (1973)
- Long Live Love (1974)
- Have You Never Been Mellow (1975)
- Clearly Love (1975)
- Come On Over (1976)
- Don't Stop Believin' (1976)
- Making a Good Thing Better (1977)
- Totally Hot (1978)
- Physical (1981)
- Soul Kiss (1985)
- The Rumour (1988)
- Warm and Tender (1989)
- Gaia: One Woman's Journey (1994)
- Back with a Heart (1998)
- 'Tis the Season (2000; 빈스 길과 함께)
- (2) (2002)
- Indigo: Women of Song (2004)
- Stronger Than Before (2005)
- Grace and Gratitude (2006)
- Christmas Wish (2007)
- A Celebration in Song (2008)
- This Christmas (2012; 존 트라볼타와 함께)
- Liv On (2016; 에이미 스카이 & 베스 닐슨 채프먼과 함께)
- Friends for Christmas (2016; 존 파넘과 함께)

## 출연 작품
대표적인 출연작은 다음과 같다.
- 뮤지컬 영화 《그리스(Grease)》(1978) - 샌디 올슨 역
- 뮤지컬 영화 《제너두(Xanadu)》(1980) - 키라 역

## 상훈

### 서훈
- 1979년 대영 제국 훈장 4등급(OBE)[4]
- 2006년 오스트레일리아 훈장 오피서(AO)[5]
- 2019년 오스트레일리아 훈장 컴패니언(AC)[6]
- 2020년 대영 제국 훈장 2등급(DBE, 작위급 훈장)[1]

### 수상
그래미상
- 1973년 Best Female Country Vocal Performance: "Let Me Be There"
- 1974년 Record of the Year: "I Honestly Love You"
- 1974년 Best Female Pop Vocal Performance: "I Honestly Love You"
- 1982년 Video of the Year: "Olivia Physical"

## 같이 보기
- 가장 많은 음반을 판 음악가 목록